# Regionalna Izba Gospodarcza w Katowicach
Regionalna Izba Gospodarcza w Katowicach – izba gospodarcza powołana przez 103 założycieli 13 lutego 1990 roku i zarejestrowana 21 marca 1990 roku. Jest organizacją samorządu gospodarczego zrzeszającą podmioty gospodarcze prowadzące działalność gospodarczą. Izba posiada osobowość prawną na podstawie ustawy z dnia 30 maja 1989 roku o izbach gospodarczych i własnego Statutu.
RIG jest kontynuatorem tradycji Izby Handlowej powstałej w Katowicach w 1922 roku, a od 1927 roku Śląskiej Izby Przemysłowo-Handlowej – działającej do 1950 roku. Od 2011 roku przez RIG w Katowicach organizowany jest Europejski Kongres Małych i Średnich Przedsiębiorstw.
RIG swoją siedzibę ma w zabytkowej kamienicy przy ulicy Opolskiej 15 w Katowicach, w dzielnicy Śródmieście.

## Organy Izby
Od 1990 roku prezesem i współzałożycielem Regionalnej Izby Gospodarczej w Katowicach był Tadeusz Donocik – inicjator i współinicjator szeregu działań promujących rozwój Katowic i regionu, m.in. Agencji Rozwoju Regionalnego, Agencji Przekształceń Przedsiębiorstw i 12 Agencji Rozwoju Lokalnego. Aktywny uczestnik procesu przebudowy gospodarczo-społecznej Śląska, współtwórca i współinicjator prac nad Kontraktem Regionalnym dla województwa katowickiego w latach 1992–1997. W swej działalności mocno wyróżnia element promocji województwa śląskiego i promocji przedsiębiorczości tego regionu zarówno w kraju, jak i za granicą. W dniu 11 czerwca 2018 roku prezesem został Tomasz Zjawiony, Tadeusz Donocik przyjął tytuł Honorowego Prezesa Izby. W dniu 29 czerwca 2023 r. Janusz Steinhoff przyjął tytuł Honorowego Prezesa Izby.
Przewodniczącą Rady Izby jest prof. Zdzisława Dacko-Pikiewicz
Wiceprzewodniczący Rady Izby:
- Jan Bondaruk,
- Andrzej Grolik,
- Mieczysław Tadeusz Koczkowski,
- Krzysztof Kurzeja,
- Jacek Kwiatkowski,
- Marek Myśliwiec,
- Zbigniew Olejniczak,
- Beata Twardowska[8].

## Firmy członkowskie
RIG w Katowicach zrzesza przedsiębiorstwa. Regularnie odbywają się spotkania Klubu Członkowskiego, firmy mają dostęp do bazy pozostałych członków i mogą nawiązywać wzajemne kontakty biznesowe, a także oferowane im są zniżki na usługi.

## Sąd arbitrażowy
Arbitraż to nowoczesny, posiadający długą tradycję tryb rozstrzygania spraw cywilnych i gospodarczych. Sąd Arbitrażowy został powołany w 1991 r. przy RIG w Katowicach i Górnośląskim Towarzystwie Gospodarczym w Katowicach i od tego czasu działa jako niezależna jednostka powołana do rozstrzygania sporów o charakterze krajowym i międzynarodowym w ramach postępowania arbitrażowego bądź mediacji. Może administrować arbitraże ad hoc. Sprawy rozpatrywane są poufnie, w jednej instancji.

## Współpraca międzynarodowa
Współpraca Międzynarodowa jest jednym z filarów działalności. Regionalna Izba Gospodarcza w Katowicach wspomaga przedsiębiorców w zakresie nawiązywania i prowadzenia współpracy z podmiotami zagranicznymi, wydatnie wspomagając proces internacjonalizacji polskich firm, wspiera budowę wizerunku Śląska jako nowoczesnego regionu, powiązanego więziami gospodarczej współpracy z szeregiem państw europejskich i azjatyckich.
W ofercie znajduje się także:
- wyszukiwanie partnerów biznesowych na rynkach zagranicznych,
- organizacja spotkań B2B,
- analiza zagranicznych rynków pod kątem wprowadzenia danego produktu/usługi klienta,
- tworzenie baz danych oraz teleadresowych firm z określonych przez klienta branż na wybranych rynkach zagranicznych,
- asysta przy organizacji międzynarodowych spotkań B2B[11].

## Przyznawane przez RIG nagrody i wyróżnienia
RIG w Katowicach przyznaje rokrocznie wiele nagród, między innymi Laury Umiejętności i Kompetencji oraz Śląską Nagrodę Jakości, która jest regionalnym odpowiednikiem Polskiej Nagrody Jakości. 

## Odznaczenia i wyróżnienia
- Tytuł „Zasłużony dla miasta Katowice”[14]